# Reprezentacja Estonii na Mistrzostwach Świata w Narciarstwie Klasycznym 2009
Reprezentacja Estonii na Mistrzostwach Świata w Narciarstwie Klasycznym 2009 liczyła 19 sportowców. Reprezentacja ta zdobyła 1 złoty medal, dzięki czemu zajęła 9. miejsce w klasyfikacji medalowej.

## Medale

### Złote medale
- Biegi narciarskie mężczyzn, 15 km techniką klasyczną: Andrus Veerpalu

### Srebrne medale
Brak

### Brązowe medale
Brak

## Wyniki

### Biegi narciarskie mężczyzn
Sprint
- Anti Saarepuu – 7. miejsce
- Peeter Kümmel – 25. miejsce
- Timo Simonlatser – 39. miejsce (odpadł w kwalifikacjach)
- Priit Narusk – 46. miejsce (odpadł w kwalifikacjach)

Sprint drużynowy
- Aivar Rehemaa, Andrus Veerpalu – 8. miejsce

Bieg na 15 km
- Andrus Veerpalu – 1. miejsce, złoty medal
- Jaak Mae – 5. miejsce
- Aivar Rehemaa – 39. miejsce
- Algo Kaerp – 57. miejsce

Bieg na 30 km
- Andrus Veerpalu – 19. miejsce
- Aivar Rehemaa – 29. miejsce
- Jaak Mae – 37. miejsce
- Kaspar Kokk – nie ukończył

Bieg na 50 km
- Aivar Rehemaa – 10. miejsce
- Kaspar Kokk – nie wystartował

Sztafeta 4 × 10 km
- Jaak Mae, Andrus Veerpalu, Kaspar Kokk, Aivar Rehemaa – 8. miejsce

### Biegi narciarskie kobiet
Sprint
- Kaija Udras – 22. miejsce
- Kaili Sirge – 34. miejsce (odpadła w kwalifikacjach)
- Triin Ojaste – 37. miejsce (odpadła w kwalifikacjach)

Sprint drużynowy
- Kaija Udras, Kaili Sirge – 12. miejsce

Bieg na 10 km
- Tatjana Mannima – 41. miejsce
- Kaija Udras – 54. miejsce
- Laura Rohtla – 58. miejsce

Bieg na 15 km
- Tatjana Mannima – 46. miejsce
- Laura Rohtla – 61. miejsce

Bieg na 30 km
- Tatjana Mannima – 35. miejsce

Sztafeta 4 × 5 km
- Kaija Udras, Triin Ojaste, Tatjana Mannima, Kaili Sirge – 15. miejsce

### Kombinacja norweska
Gundersen HS 134 / 10 km
- Kail Piho – 40. miejsce
- Aldo Leetoja – 49. miejsce
- Kaarel Nurmsalu – 50. miejsce
- Karl-August Tiirmaa – 52. miejsce

Start masowy (10 km + 2 serie skoków na skoczni K90)
- Aldo Leetoja – 35. miejsce
- Kaarel Nurmsalu – 48. miejsce
- Kail Piho – 49. miejsce
- Karl-August Tiirmaa – 55. miejsce

Gundersen (1 seria skoków na skoczni K90 + 10 km)
- Aldo Leetoja – 22. miejsce
- Kaarel Nurmsalu – 35. miejsce
- Karl-August Tiirmaa – 39. miejsce
- Kail Piho – 44. miejsce

Kombinacja drużynowa
- Kail Piho, Aldo Leetoja, Karl-August Tiirmaa, Kaarel Nurmsalu – 9. miejsce

### Skoki narciarskie mężczyzn
Normalna skocznia indywidualnie HS 100
- Illimar Pärn – odpadł w kwalifikacjach

Duża skocznia indywidualnie HS 134
- Illimar Pärn – odpadł w kwalifikacjach